# Sesamia steniptera
Sesamia steniptera är en fjärilsart som beskrevs av George Francis Hampson 1914. Sesamia steniptera ingår i släktet Sesamia och familjen nattflyn. Inga underarter finns listade i Catalogue of Life.